# Identification
Identification è il primo album in studio del cantante svedese Benjamin Ingrosso, pubblicato nel 2018.

## Tracce
Edizione Standard
1. Behave – 3:20
2. I Wouldn't Know – 2:58
3. I'll Be Fine Somehow – 3:03
4. So Good So Fine When You're Messing with My Mind – 2:58
5. Spotlights – 2:35
6. No Sleep – 2:56
7. Love Songs – 3:15
8. Good Intentions – 3:27
9. All I See Is You – 2:30
10. If This Bed Could Talk – 4:10
11. Dance You Off – 3:03
12. Happiness – 1:54

Tracce Bonus - Edizione Deluxe
1. Tror du att han bryr sig (with Felix Sandman) – 2:53
2. 1989 – 3:07
3. Fancy – 3:16

## Classifiche
| Classifica (2018) | Posizione massima |
| ----------------- | ----------------- |
| Norvegia          | 18                |
| Svezia            | 1                 |